# Odostomia eburnea
Odostomia eburnea is een slakkensoort uit de familie van de Pyramidellidae. De wetenschappelijke naam van de soort is voor het eerst geldig gepubliceerd in 1878 door Angas.